# Epagneul Bleu de Picardie
Der Epagneul bleu de Picardie  ist eine von der FCI (Nr. 106, Gr. 7, Sek. 1) anerkannte Hunderasse aus Frankreich.

## Herkunft und Geschichte
Der Epagneul Bleu de Picardie ist ein Vorstehhund aus Nordfrankreich. Er ist eine Farbvariante des Epagneul Picard. Die Vermutung, dass auch der Gordon Setter mit eingezüchtet wurde, hat sich als nicht richtig erwiesen, zum Beispiel fehlen die typischen lohfarbenen Abzeichen.
Bereits 1512 gibt es eine erste Erwähnung dieses Rassetyps: König Ludwig XII bedankte sich in einem Brief für zwei Epagneul Bleu Picards. 1527 schrieb der Comte de Paris, dass die Bleu Picard hervorragende Hunde sind. In den früheren Jahrhunderten waren Hunde mit schwarzem Fell unbeliebt, also ersetzten die Züchter das „schwarz“ durch „blau“ (franz.: bleu). In der Vergangenheit wurde der Bleu in zwei Linien beschrieben: Im Norden ähnlich wie der Picard, im Süden feingliedriger.

## Beschreibung
Das charakteristische des Bleu Picard ist seine unerschütterliche Ruhe und sein ausgeprägtes Jagdverhalten. Ansonsten gelten für ihn dieselben Aussagen wie für Epagneul Français und Epagneul Picard. Das glatte oder leicht gewellte Fell ist schwarz grau, grau meliert. Die Ohren, „Behang“ genannt, sind oberhalb der Augenlinie angesetzt und ziemlich dick, mit feinem gewellten Haar. Nach vorne gelegt reichen die Ohren bis zur Nase. Die Rute wurde, im Gegensatz zu anderen Jagdhunden, auch in der Vergangenheit nicht kupiert. Eine schöne „Fahne“ ist erwünscht.